# ژولیدون
ژولیدون (انگلیسی: Jolidon) شرکت پوشاک رومانیایی است، که در سال ۱۹۹۳ تأسیس شد.